# ツァプフェンドルフ
ツァプフェンドルフ (ドイツ語: Zapfendorf)は、ドイツ・バイエルン州のオーバーフランケン行政管区バンベルク郡北端に位置する市場町である。

## 地理
マイン川に沿って東西に走る交易路とテューリンゲンからバイエルンへの交易路が交差する位置にあたり、マイン渓谷の中継基地と位置づけられる。フランケンヴァルトから筏で流されてくる木材はライン川へ、そして最終的にはロッテルダムまで運ばれる資源であった。

### 自治体の構成
この町は、公式には10の地区 (Ort) からなる。このうち孤立農場などを除く集落を以下に列記する。
| - キルヒシュレッテン - ラウフ - オーバーライターバッハ - オーバーオーベルンドルフ - ロイトロス | - ロート - ザッセンドルフ - ウンターライターバッハ - ツァプフェンドルフ |

## 歴史
有史以前から人が暮らしており、青銅器時代の出土品が見つかっている。文献上初めて言及されるのは、904年のことである。名前は "Zapfo"、すなわち「マツボックリの村」に由来する。元々の領主は、メラニエール家で、トルーエンディング家がこれを引き継いだ。1390年にこの村は、バンベルク司教本部に売却された。1803年の帝国代表者会議主要決議以降は、バイエルン領となった。
1945年4月1日、低空飛行してきた爆撃機から空爆を受け、町の大部分が焼け落ち、破壊された。
1955年、「市場町」の呼称を獲得した。1972年に、ラウフ、オーバーライターバッハ、キルヒシュレッテン、ザッセンドルフ、ロイトレス、ロートおよびオーバーオーベルンドルフが、1978年にウンターライターバッハが合併した。現在では、オーバーフランケン西部の小規模中心都市となっている。

### 紋章
紋章は赤地と金地で上下に二分される。上部は2つの大きな金の編み針を斜め十字に配置、下部は銀の斜め帯の下に黒い獅子。

## 経済

### 地元企業
- Bayerischen Milchindustrie の第4工場

## 見所
市場町ツァプフェンドルフの見所は以下の通り。

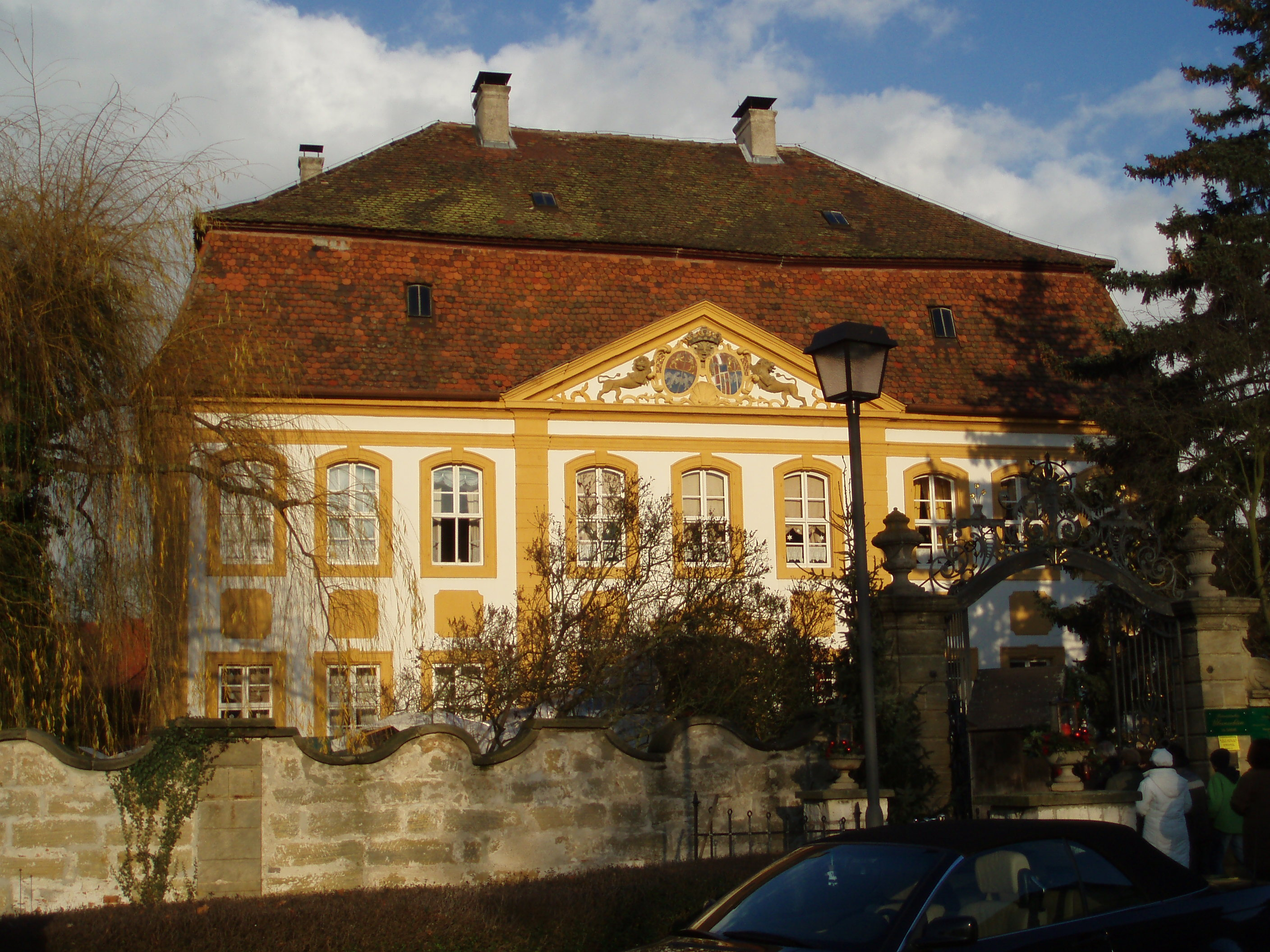
ウンターライターバッハの城館

- ヨハン・ヤーコプ・ミヒャエル・キュッヒェルのヴァレンティン礼拝堂
- ウンターライターバッハの城館
- 聖ラウレンティウス教会。ここには、1859年から1897年にシュタッフェルベルクに山籠もりした隠修士イーヴォ・ヘンネマンや、その友人の詩人ヨーゼフ・フィクター・フォン・シェッフェルの墓所がある。
- キルヒシュレッテンのマリア＝フリーデン修道院
- オーバーライターバッハの美しい木組み建築。この集落は、1977年の"Unser Dorf soll schöner werden"で金メダルを受賞した。

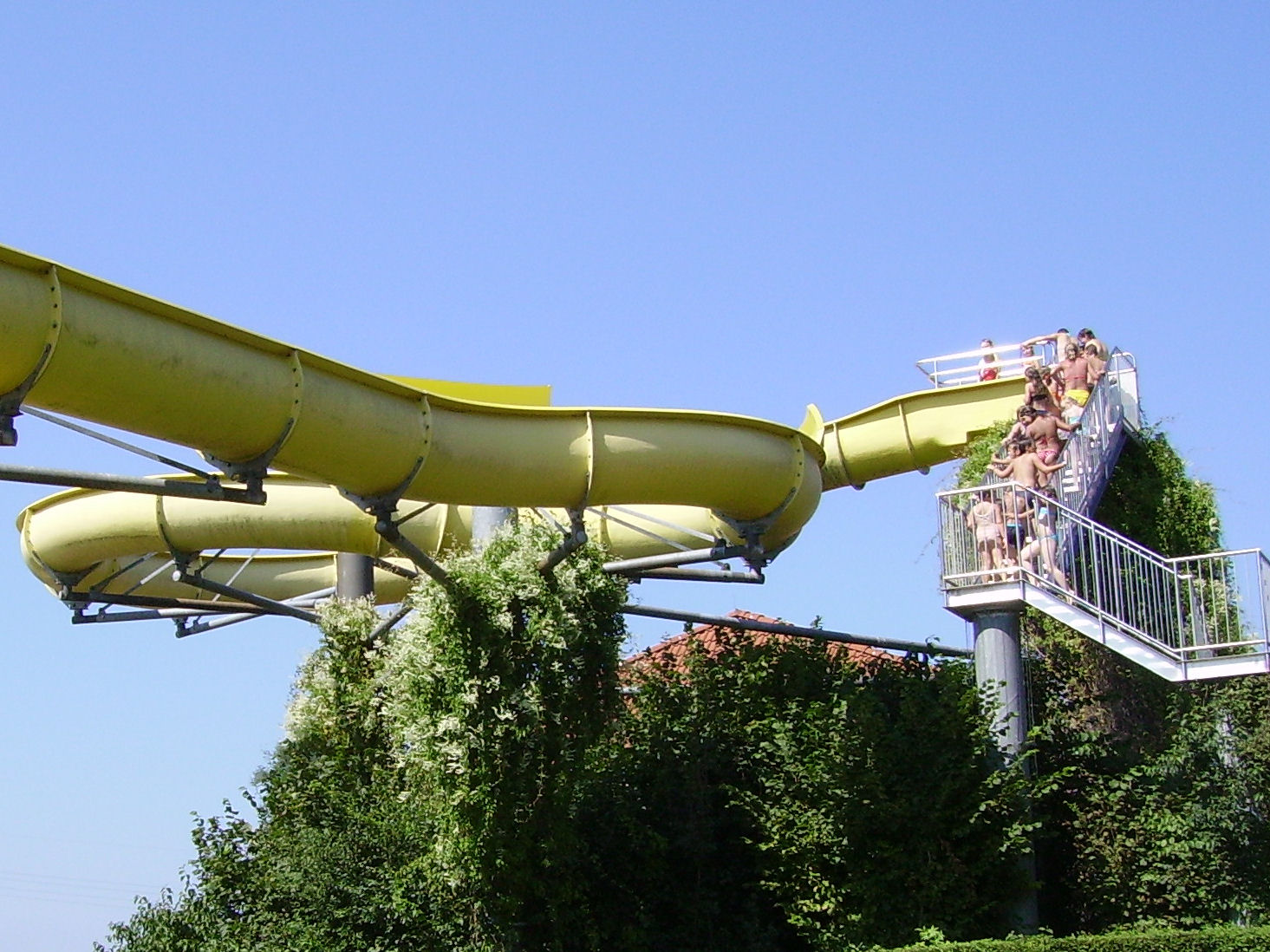
Aquarenaのウォータースライダー

### レクリエーション
Aquarena 屋外プール

## 引用
1. ↑  https://www.statistikdaten.bayern.de/genesis/online?operation=result&code=12411-003r&leerzeilen=false&language=de Genesis-Online-Datenbank des Bayerischen Landesamtes für Statistik Tabelle 12411-003r Fortschreibung des Bevölkerungsstandes: Gemeinden, Stichtag (Einwohnerzahlen auf Grundlage des Zensus 2011)
2. ↑  Bayerische Landesbibliothek Online